# Julian Schelb
Julian Schelb (* 20. November 1992) ist ein deutscher Cross-Country-Mountainbiker.

## Sportlicher Werdegang
Schelb stammt aus dem Münstertal im Südschwarzwald. Ab 2008 fuhr er für das Kirchzartener Lexware Racing Team. 2010 wurde er im Juli bei den Junioren zunächst deutscher Meister und gewann das Weltcup-Rennen von Champéry, bevor er im September die Bronzemedaille bei den Weltmeisterschaften holte.
In der U23 stand Schelb zweimal auf dem Podium der deutschen Meisterschaften (2011, 2013) und ebenso zweimal bei Weltcup-Rennen (2012 in Houffalize, 2013 in Mont Sainte-Anne). Für Aufsehen sorgte er mit seinem Auftritt bei den Mountainbike-Weltmeisterschaften 2013: Nach einem Sturz zu Beginn des U23-Rennens fiel er auf die letzte Position zurück und gewann nach langer Aufholjagd die Silbermedaille. Zu diesem Zeitpunkt galt er als Hoffnungsträger des deutschen Mountainbikesports und erhielt ab 2014 einen Profi-Vertrag bei Multivan-Merida. Der erhoffte Durchbruch in der Elite blieb allerdings aus, insbesondere weil ihm Allergien und Atembeschwerden zu schaffen machten. Im Frühjahr 2016 löste Schelb frustriert seinen Vertrag auf und nahm sich eine Auszeit.
Ende 2016 machte Schelb einen neuen Anlauf mit Stop&Go Marderabwehr, einem neu gegründeten Team mit anderen Sportlern aus dem Münstertal. Er fuhr in den folgenden Jahren verstärkt Marathon-Rennen; seinen ersten Auftritt im Cape Epic musste er allerdings bereits im Prolog wegen einer verschleppten Viruserkrankung abbrechen. Nach einem dritten Platz 2017 gewann er 2018 die deutschen Meisterschaften im Mountainbike-Marathon. 2019 siegte er im Etappenrennen Rothaus Bike Giro im Schwarzwald sowie in einem Rennen der UCI-Mountainbike-Marathon-Serie im spanischen Girona.
Ab 2020 wandte sich Schelb wieder verstärkt dem Cross-Country XCO zu. 2022 erzielte er den 13. Platz bei den Weltmeisterschaften von Les Gets, 2023 in Glasgow denselben Platz im Shorttrack-Rennen. Im ersten Halbjahr 2024 zeigte er sich stark verbessert und gewann zwei Medaillen bei den Mountainbike-Europameisterschaften als Zweiter im Shorttrack und Dritter über die olympische Distanz. Im Weltcup von Crans-Montana wurde er im Shorttrack-Rennen Zweiter hinter Thomas Pidcock, sein erstes Elite-Podium im Weltcup. Der Bund Deutscher Radfahrer nominierte ihn daraufhin für das olympische Mountainbike-Rennen 2024, das er auf dem 15. Platz beendete.

## Erfolge
2010
 Deutscher Meister (Junioren) – Cross-Country XCO
 Weltmeisterschaften – Staffel XCR
 Weltmeisterschaften (Junioren) – Cross-Country XCO
ein Weltcup-Sieg (Junioren)
2013
 Weltmeisterschaften (U23) – Cross-Country XCO
2018
 Deutscher Meister – Marathon XCM
2024
 Europameisterschaften – Shorttrack XCC
 Europameisterschaften – Cross-Country XCO